# Demokratická levice (Řecko)
Demokratická levice (řecky Δημοκρατική Αριστερά – Dimokratiki Aristera, zkráceně ΔΗΜΑΡ respektive DIMAR) je sociálnědemokratická politická strana v Řecku.